# Navadni močerad
Navadni močerad ali pisani močerad (znanstveno ime Salamandra salamandra) je repata dvoživka. Zraste do 20 cm. Njegov hrbet in boki imajo rumene lise na črni podlagi, zaušesne žleze pa imajo za razliko od planinskega močerada številne pore. Vzorec je osebno značilen, tako da lahko prepoznavamo posamezne osebke. Zadržuje se v bližini izvirov ali manjših gozdnih potokov, saj ima rad mokra tla. Močerad ima po vsem telesu strupne žleze, ki ga ščitijo pred plenilci, vendar človeku ni nevaren, razen če si strup zanesemo v oči ali usta. 
Zanj je značilno, da lahko regenerira svoje organe - ne samo izgubljene noge, ampak tudi bolj kompleksne organe, kot so ledvica, oči ter celo srce.  
Pari se spomladi in jeseni. Ličinke se razvijejo v telesu samice. Ob rojstvu imajo že razvite okončine. Nato živijo nekaj mesecev v vodi. Ne razlikujejo se veliko od odraslih močeradov, razen da imajo škrge in da so veliko manjše. Njegova življenjska doba je do dvajset let.

## Podvrste
- Salamandra salamandra salamandra je vzhodnejša podvrsta močerada, ki ima okroglaste rumene lise raztresene nepravilno po telesu.
- Salamandra salamandra terrestris prebiva od zahodnega dela Nemčije do Francije in ima okroglaste rumene lise razvrščene v dveh vzdolžnih progah.

## Navadni močerad v Sloveniji
V Sloveniji se navadni močerad nahaja v vlažnejših listnatih gozdovih v sredogorju.